# One Mysterious Night
Pour plus de détails, voir Fiche technique et Distribution.
One Mysterious Night est un film américain en noir et blanc réalisé par Oscar Boetticher Jr., sorti en 1944.

## Synopsis
L'ex-criminel Horatio Black travaille actuellement comme enquêteur privé. Il est soupçonné du vol d'un précieux diamant égyptien. Démunie, la police passe un accord avec lui : elle est prête à abandonner les poursuites s'il retrouve le diamant. La journaliste Dorothy Anderson ne cesse de se mettre en travers du chemin d'Horatio pendant qu'il enquête...

## Fiche technique
- Titre original : One Mysterious Night
- Réalisation : Oscar Boetticher Jr.
- Scénario : Paul Yawitz
- Direction artistique : Lionel Banks, George Brooks
- Décors : Robert Priestley
- Photographie : L. William O'Connell
- Son : Lambert Day
- Montage : Al Clark
- Musique : Mischa Bakaleinikoff
- Production : Ted Richmond
- Société de production et de distribution : Columbia Pictures
- Pays d’origine :  États-Unis
- Langue originale : anglais
- Format : noir et blanc — 35 mm — 1,37:1 — son Mono
- Genre : Film policier
- Durée : 61 min
- Date de sortie :
  - États-Unis : 19 septembre 1944

## Distribution
- Chester Morris : Boston Blackie
- Janis Carter : Dorothy Anderson
- William Wright : Paul Martens
- Richard Lane : Inspecteur Farraday
- George E. Stone : "l'avorton" (The Runt)
- Robert Williams : Matt Healy
- Robert E. Scott : George Daley
- Dorothy Malone : Eileen Daley
- Lyle Latell : Matthews
- George McKay : Sergent McNulty
- Early Cantrell : Margaret Dean
- Joseph Crehan : "Jumbo" Madigan
- John Tyrrell : Austin
- Ann Loos : la vendeuse de journaux
- Kenneth Brown : un garçon
- Billy Lenhart : un garçon
- Fred Graff : Masterson
- Pat O'Malley : un sergent
- Cecil Weston : une mère
- Edythe Elliott : une mère
- Dick Jensen : un policier
- George Magrill : un policier
- Cy Malis : un policier
- Ed Allen : un policier
- Fred Howard : Colby
- Ben Taggart : un officier
- Jack Gardner : Frank
- Ed Keane : Howard
- Tom Kingston : un cadreur
- Harrison Greene : Arthur Manleder
- Minerva Urecal : Miss Wilkinson

## Autour du film
- C'est le premier film de Budd Boetticher en tant que réalisateur.
- Il fait partie d'une série de films ayant comme personnage principal Boston Blackie (en), tiré des romans de Jack Boyle.